# Primagaz
Primagaz est une entreprise de distribution de gaz combustible et de gaz naturel pour véhicules créée en 1934 et filiale depuis 1999 du groupe néerlandais SHV Energy. Elle assure le stockage, le conditionnement et la distribution de butane et de propane en bouteille et en citernes, et de gaz naturel, vendu comme carburant sous forme de gaz naturel liquéfié (GNL) ou de gaz naturel comprimé (GNC).
Primagaz compte parmi les principaux acteurs du marché du gaz en bouteille, avec Butagaz, Finagaz et Antargaz. L'entreprise détient environ 20 % des parts de ce marché.

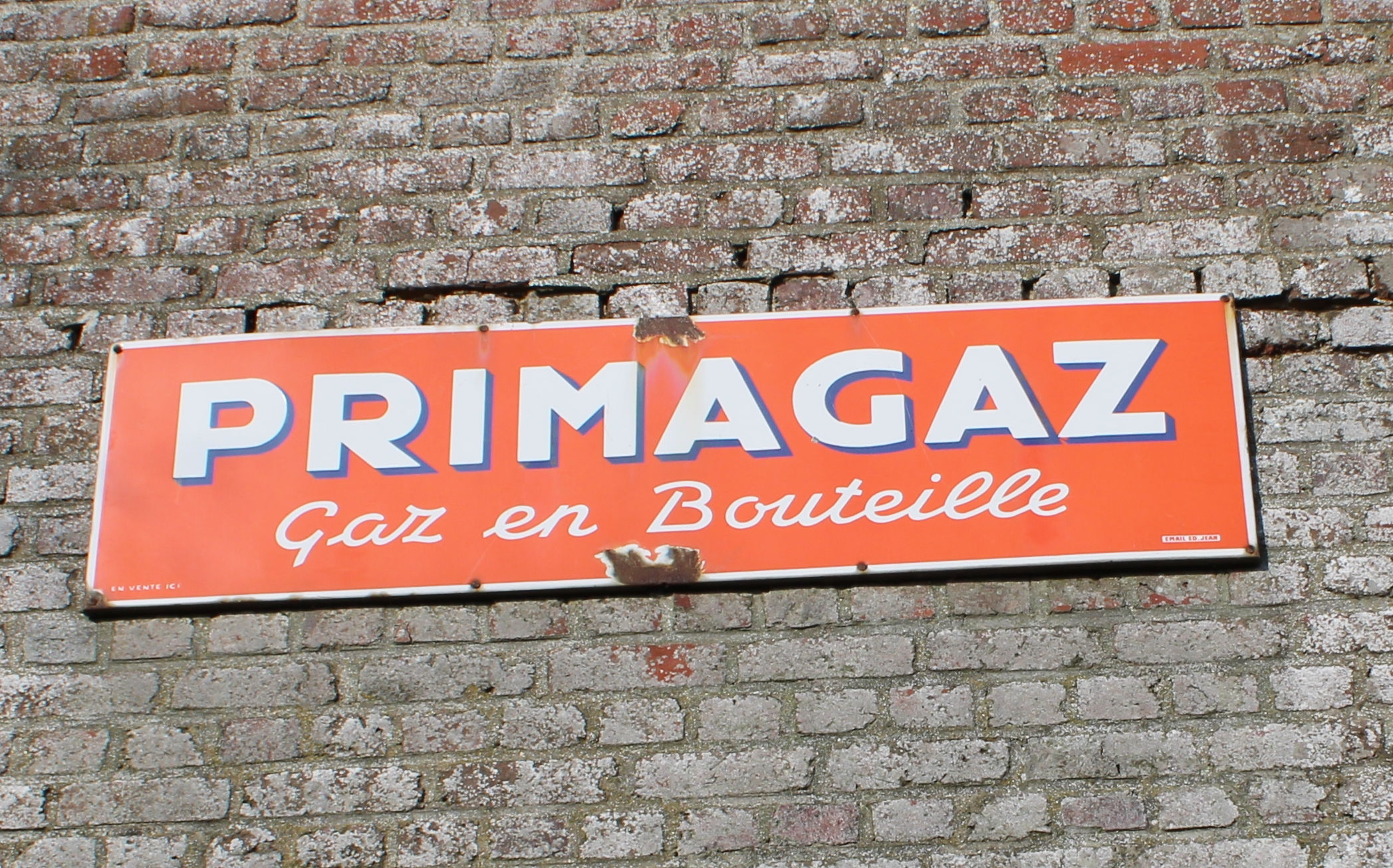
Vieille plaque émaillée Primagaz sur le mur d'une grange du Pas-de-Calais en 2022.

## Histoire
Les Établissements Liotard sont créés en 1857 par Clément-Louis Liotard qui adopte pour devise « Le gaz partout et pour tous » et vend alors essentiellement des produits domestiques (fabrication de lampes et de réchauds).
L’entreprise est la première à lancer en France, en 1934, une bouteille en métal contenant du butane, un hydrocarbure découvert aux États-Unis en 1926. Cette filiale « Primagaz »  connaît un grand succès, particulièrement à une époque où la bonbonne est le seul moyen d’équiper les campagnes. Primagaz finira par absorber sa société-mère.
Après la guerre, la firme se lance dans la vente en vrac de GPL (gaz de pétrole liquéfié) puis au début des années 1970 dans le gaz carburant, destiné d'abord à alimenter les chariots élévateurs, puis le secteur de l'automobile.
Entré dans le capital de l’entreprise en 1982, le groupe néerlandais SHV, numéro un mondial des gaz butane et propane, en devient l’unique propriétaire en 1999.
- - 1934 / Commercialisation de la 1re bouteille de gaz butane, baptisée B13[7]
  - 1938 / Liotard créée la société Primagaz pour son activité butane
  - 1962 / Mise sur le marché de la 1re citerne gaz aérienne contenant du propane
  - 1980 / Déploiement de l’activité GPL Carburant à travers le réseau Esso
  - 1982 / SHV Energy entre dans le capital
  - 1993 / Lancement d’Eternella, la 1re citerne gaz enterrée
  - 1997 / Naissance de Twiny, la 1re petite bouteille de gaz du marché

Depuis fin 2023, Primagaz connaît de nombreux problèmes liés à la livraison de gaz, à la facturation client et de service client. Le médiateur de l’énergie n’a d’ailleurs pas manqué de faire un rappel à l’ordre en 2024 pour assainir une situation qui dure encore en 2025.

## La diversification de Primagaz au début des années 2000
Primagaz développe son activité de services et de conseil en efficacité énergétique et s’ouvre à la diversification verte. Ainsi en 2010, le marché des bouteilles individuelles ne représentait déjà plus que 25 % du volume d'affaires, contre 45 % en 2000.
Parmi ses nouvelles solutions écologiques, Primagaz lance notamment :
- Primasoleil (2004), qui couple des installations de chauffage et de cuisson au gaz propane avec la production d'eau chaude à l'énergie solaire
- Primawatt (2008), qui propose, en complément du propane, des panneaux solaires photovoltaïques intégrés à la toiture [11]
- NepteO (2009) pour la récupération d’eau de pluie[12]
- L’offre Caloon[13] (2013), une solution de comptage et de facturation de chaleur personnalisée pour le résidentiel collectif.

En 2003, Primagaz devient la première société privée à bénéficier du statut d'opérateur gazier en France, dans le cadre de la libéralisation des marchés du gaz et de l'électricité, ce qui lui permet de construire des réseaux de canalisations, un monopole jusqu’alors détenu par Gaz de France.
En 2013, par arrêté ministère de l'Écologie, du Développement durable et de l'Énergie, Primagaz devient la première entreprise autorisée à fournir du Gaz naturel liquéfié (GNL) par camions sur le territoire français. Cette mesure devait permettre de faire profiter de cette énergie aux industriels des 27 000 communes non reliées au gaz naturel.
À partir de Mars 2017, Primagaz sera le distributeur exclusif de Bio GPL en Europe.

## Activités de Primagaz
Primagaz vit son activité autour de 3 métiers :
Fourniture d’énergies
- GPL
- GNL
- Bouteille de gaz

Conception et prescription d’équipements
- Chauffe-eau
- Citerne

Service de baisse de la consommation
- Caloon
- Prim’ au gaz

Ces métiers de Primagaz s'adressent à une population de particuliers, de professionnels et collectivités locales dans tous les territoires et villages français. L'entreprise fournit du gaz en bouteilles, en citernes ou en réseau pour les 27 000 communes non raccordées au réseau de gaz naturel.